# 麥金農島
67°36′S 47°35′E / 67.600°S 47.583°E
麥金農島是南極洲的島嶼，位於恩德比地離岸地區，大部分由冰雪覆蓋，該島根據澳大利亞探險隊在1956年拍攝的空中照片而被繪入地圖。